# Dolopia
Dolopia (en griego antiguo: Δολοπία) es una región montañosa de Antigua Grecia, localizada al norte de Etolia.

## Geografía
Dolopia estaba localizada entre Epiro y Tesalia, y finalmente quedó incluida en esta última. Fue un distrito montañoso en la esquina suroriental de Tesalia, entre el monte Timfristos, un brazo del Pindo, por un lado, y el monte Otris por el otro. Los dólopes fueron, como los magnetes, un antiguo pueblo helénico, y miembros de la anfictionía de Delfos. Son mencionados por Homero como parte de Ftía, pero fueron gobernados por un jefe propio. Aunque nominalmente pertenecientes a Tesalia, prácticamente parecen haber sido independientes: y su país fue en un período posterior un tema constante de disputa entre Etolia y el Reino de Macedonia. El único lugar en Dolopia de importancia fue Ctímena. Otra de sus ciudades fue Angeia, cerca del lago Junias. 

## Mitología e historia
Los dólopes (en griego: Δόλοπες) fueron considerados tesalios y algunas veces etolios. Hubo también un hijo del dios Hermes llamado Dólope (Idioma griego: Δόλοψ), y dos personas en la Ilíada. Uno era hijo de Lampo, un anciano de Troya e hijo de Laomedonte que fue muerto por Menelao. Otro es llamado Dólope Clítida (en griego antiguo: Κλυτίδης), que fue muerto por Héctor. Otro Dólope fue padre de Ifímaco, y cuidó a Filoctetes cuando estaba herido. 
Los dólopes estuvieron bajo dominio de Tesalia, o fueron autónomos como miembros de la anfictionía. En el 480 a. C. apoyaron la armada persa invasora. El 420 a. C. apoyaron a Tesalia y Eniania contra Heraclea de Traquinia (colonia espartana). En el s. IV a. C. los dólopes apoyaron la Liga de Corinto de Filipo II de Macedonia.